# Matt Phillips
Matthew Phillips (Aylesbury, 13 maart 1991) is een Schots voetballer die doorgaans op de vleugel speelt. Hij verruilde Queens Park Rangers in augustus 2016 voor West Bromwich Albion. Phillips debuteerde in 2012 in het Schots voetbalelftal.

## Clubcarrière
Phillips werd op achtjarige leeftijd opgenomen in de jeugdopleiding van Wycombe Wanderers. Hij doorliep er alle jeugdelftallen en debuteerde op zijn zeventiende voor de club in het betaald voetbal. Phillips kwam als wisselspeler in het veld tijdens een wedstrijd tegen Notts County. Een week later volgde zijn eerste basisplaats. Phillips tekende in juli 2008 zijn eerste profcontract bij Wycombe. Op 10 november van dat jaar scoorde hij zijn eerste doelpunt, tegen AFC Wimbledon.
Phillips maakte op 31 augustus 2010 de overstap naar Blackpool.Daarvoor maakte hij op 25 september zijn debuut, tegen Blackburn Rovers. Hij kwam als wisselspeler in het veld. Enkele seconden later wist hij het net te vinden. Blackpool verhuurde Phillips in oktober 2011 aan Sheffield Wednesday. In de zes wedstrijden die hij daarvoor speelde, scoorde hij vijf doelpunten. Eenmaal teruggekeerd bij Blackpool veroverde hij een basisplaats.
Phillips verhuisde op 23 augustus 2013 naar Queens Park Rangers. Op 14 september volgde zijn debuut voor de club, tegen Birmingham City. Op 3 december van dat jaar maakte hij zijn eerste goal voor 'QPR', tegen zijn voormalige club Blackpool. Op zondag 10 mei 2015 degradeerde hij met die club uit de Premier League. Manchester City versloeg de hekkensluiter op die dag met 6-0, waardoor degradatie een feit was. In juli 2016 nam West Bromwich Albion Phillips van QPR over voor een bedrag van £5.500.000. Hij tekende een contract voor vier jaar.

## Interlandcarrière
Phillips doorliep als geboren Engelsman verschillende jeugdelftallen van Engeland. Als volwassene koos hij voor het Schots voetbalelftal, wat kon doordat zijn grootouders afkomstig zijn uit Schotland. Bondscoach Craig Levein riep hem op voor het nationale elftal op en liet hem op 26 mei 2012 debuteren, tegen de Verenigde Staten .

## Erelijst

### Persoonlijk
- PFA Speler van het Jaar: 2011/12